# Поль Брока
Поль Брока (фр. Paul Broca; 28 червня 1824 — 9 липня 1880) — французький анатом і антрополог, засновник антропологічного товариства у Парижі (1859). З 1867 — професор медичного факультету (Париж). Праці Брока присвячені вивченню тонкої будови головного мозку, питанням порівняльної анатомії приматів, а також антропологічним дослідженням сучасного і викопних решток давнього населення Франції. Брока створив нову класифікацію форм черепа, запропонував багато інструментів для антропологічних досліджень, склав спеціальну інструкцію для вимірювань тіла живої людини і черепа. Послідовник полігенізму.

## Біографія
Поль Брока народився 28 червня 1824 року у сім'ї військового лікаря в Сен-Фуалі-Гранд департаменту Жиронда (адміністративний центр — місто Бордо) на південному заході Франції. З юнацьких років Поль володів методиками дослідження та відбору матеріалів. Спілкування із лікарями надалі визначило його кар'єру у медичній сфері. В основі поглядів Брока провідною є теорія Дарвіна (теорія природного відбору).
У 1844 році Поль Брока отримав вищу медичну освіту і розпочав виконувати обов'язки прозектора (посада, що є аналогічною до асистента, на кафедрах анатомії, зоології, хірургії та ін.), при цьому практикуючись одночасно в декількох шпиталях.
Із 1848 року Брока веде активну наукову діяльність, публікує результати своїх досліджень у медичних журналах. В цьому році він заснував «товариство вільнодумців» (англ. freethinker — товариство матеріалістів, що поділяють погляди Чарльза Дарвіна), за що зазнав переслідувань з боку влади.
У 1850 році Поль Брока проводить порівняльне дослідження антропологічних характеристик давніх і сучасних скелетів, ексгумуючи поховання на старовинному паризькому кладовищі, що призвело до захоплення вченого фізичною антропологію і розробкою методів вивчення форми, структури та зовнішніх особливостей черепа (і мозку).
У 1859 році Поль Брока засновує перше у Європі товариство Антропології у Парижі, керівництвом якого він займався до кінця свого життя.
У 1867 році Поль Брока став професором медичного факультету у Паризькому університеті у Сорбоні.
У 1872 році Полем Брока було засновано журнал «Антропологічний огляд»(Revue d'anthropologie).
У 1876 році засновав у Парижі Вищу школу Антропології. В тому ж році Поль Брока засновує антропологічний музей у Парижі.
У 1880 році (незадовго до своєї смерті) Поль Брока був обраний довічним членом французького Сенату.
Помер у віці 56 років в Парижі 9 липня 1880.
Своє тіло після смерті вчений заповів науці. Мозок Поля Брока є одним з експонатів «Музею Людини» в Парижі.

## Оцінки
"Його унікальний внесок в науку полягає в тому, що саме він перетворив антропологію в академічну дисципліну в її сучасному розумінні. Заклавши початок вивченню морфології людини у багатьох приватних напрямках, П. Брока при цьому створив єдині універсальні методики антропологічних досліджень, якими користуються вчені всього світу до цих пір "(Переклад з французької А. Іванова).
Сам Поль Брока вважав себе досягнувшим вершин, що відбивається в промові на честь обрання його сенатором: "Я дуже щасливий! Найсміливіші честолюбні мрії, які тільки може мати людина науки, про що тільки міг мріяти будь-який смертний, здійснені; якби я був так само забобонний, як древні, я вважав би своє справжнє обрання передвісником великої катастрофи, бути може, самої смерті ".
На честь Брока названі:
- Афазія моторна Брока (лат. Брока афазія motoria) — порушення усного мовлення при збереженні функцій артикуляційного апарату (зазвичай з таким порушенням людина може жувати, ковтати, свистіти, співати — в тому числі проспівувати слова і кричати).
- Центр Брока (область Брока лат.) — Ядро рухового аналізатора артикуляції мовлення; розташовується в задніх відділах нижньої лобової звивини поблизу відділів рухової області кори головного мозку (передцентральної звивини), які є аналізаторами рухів, зо виробляються при скороченні м'язів голови і шиї.
- Брока звивина — звивина лобова нижня (лат. г лобової гірше.) — Звивина в нижній частині верхньолатеральної і нижньої поверхонь лобної долі, обмежена нижньою лобовою і латеральною борознами.

## Наукова діяльність
Антропологія
Поль Брока фактично став засновником цієї науки, як окремої наукової дисципліни. Ним були розроблені числові індекси для розрахунку співвідношення розмірів черепа і мозку (що використовуються і в даний час). Заняття черепною антропометрією вимагало створення спеціалізованих інструментів — Брока став винахідником краніометрії. Ці прилади та дослідження стародавніх перуанських, стародавніх французьких, давньогрецьких і сучасних черепів людини дозволили Полю Брока зробити висновки, що зупинили суперечки з прихильниками теорії унітаризмe.
В цілому за результатами тільки досліджень мозку Полем Брока було опубліковано 53 статті. Слід відзначити, що Поль Брока у сучасному уявленні є завзятим расистом.
Анатомія
Полем Брока виведений ряд основних анатомічних співвідношень, що характеризують расові відмінності. Наприклад, якщо порівняти відстань від руки до передпліччя у негрів і європейців, виявиться, що руки у них неоднакової довжини: якщо взяти цифру для європейців за 100, в негрів вона буде дорівнює 107, 84. Але головне, в негрів набагато більше, ніж у європейців, розвинена периферійна нервова система, а центральна, навпаки, менше. Середня місткість черепа в кубічних дюймах дорівнює 93,5 у європейців і 82,25 у негрів.
Полем Брока побудовані шкали для порівняльного визначення кольору очей, типу волосся і відтінків шкіри. Індекси, розроблені і введені в застосування Полем Брока, на даний час широко застосовуються в різних галузях, наприклад, класифікація за типами статури (конституції) в залежності від обхвату зап'ястя провідної руки.
Хірургія
Як хірург Поль Брока сміливо застосовував такий метод знеболення пацієнтів під час операцій, як гіпноз. У 1859 році у шпиталі Неккера (Париж), Фоллен і Брока провели під гіпнозом вельми хворобливу операцію (надріз абсцесу в прямій кишці).
За його словами щодо гіпнозу: «Будь-який нешкідливий засіб, що виявився успішним хоча б одного разу, заслуговує на вивчення».
Неврологія
Успіхи в цій науці принесли Полю Брока всесвітню популярність і визнання. В першу чергу це відкриття центру мови (Центр Брока), зроблене випадково за результатами патологоанатомічного дослідження всього двох хворих. Перший хворий, Леборн, до спостереження у Брока протягом 21 року був позбавлений мови. Леборн міг вимовляти тільки два слова рідною французькою мовою: «tan» (пора) і «Sacre nom d…» (чорт візьми). (чорт візьми). Другий хворий, Лелонг, до спостереження у Брока протягом 9 років не міг говорити — спотворено вимовляв 5 слів: «tois» — спотворене «trois»(три), «non» (ні), «oui» (так), "toujour «(завжди) і» Lelo "(Лелонг). Лікувати хворих не намагалися, оскільки причини мовних порушень були в той час невідомі. Після смерті та розтину було визначено, що у обох хворих уражені (різними захворюваннями) одні й ті ж області лівої півкулі головного мозку, що і дозволило Полю Брока, спираючись на дані попередніх досліджень, зробити висновки щодо локалізації мовного центру (в публікації 1865).
Слід відзначити, що схожу заяву було зроблено за одиничного спостереження афазії (втрати мови) із захворюванням лівої лобної частки головного мозку ще в 1822 році Томасом Гудді в англійському виданні «Френологічні вишукування».
За даними більше 40 спостережень у 1836 році лікар Марк Дакс на засіданні Медичного товариства в університеті Монпел'є констатував, що півкулі головного мозку відповідають за різні функції організму — афазія супроводжує паралічів правих кінцівок, а отже, викликана поразкою лівої півкулі головного мозку.

## Інші сфери діяльності
Великий дослідник і практик Поль Брока у відносно ранньому віці став прихильником дарвінізму і відкрито ставав на бік полігеністів (людські раси, по цій теорії, походять від біологічно різних видів мавп). Це суперечить теорії виникнення людини, визнаної церквою. Причому з моменту початку наукової діяльності, у 1848 році, Поль Брока засновує в Парижі товариство «вільнодумців» — симпатизують теорії Чарльза Дарвіна. Як наслідок, тиск на вченого з боку церковної влади, був досить великий, аж до того, що всі його вчення і висновки були оголошені недійсними з боку церкви.

## Найпоширеніші опубліковані праці Брока
- Про принцип мозкових локалізацій. Sur le principe des localisations cérébrales // Bulletin de la Société d'Anthropologie. — 1861, tome II. — Р.190-204.
- Втрата слова, хронічне пом'якшення і часткова руйнація передньої лівої долі. Про місце мовної здатності. Perte de la parole, ramollissement chronique et destruction partielle du lobe antérieur gauche. Sur le siège de la faculté du langage // Bulletin de la Société d'Anthropologie. — 1861, tome II. — Р.235-238.
- Зауваження про місце придатності до членороздільної мови, за якою йде спостереження афемії. Remarques sur le siège de la faculté du langage articulé, suivies d'une observation d'aphemie // Bulletin de la Société Anatomique. — 1861, tome XXXVI. — Р.330-357.
- Локалізації мозкових функцій. Місце здатності людини до членороздільної мови. Localisations des fonctions cérébrales. Siège de la faculté du langage articulé //
- Bulletin de la Société d"Anthropologie. — 1863, tome IV. — Р.200-208.
- Загальні інструкції для антропологічних досліджень і спостережень., [пер. з франц.], у збірнику: Відомості Імператорського товариства природознавства, антропології та етнографії, т. 2, М., 1865; Instructions craniologiques et craniométriques de la Société d'Anthropologie de Paris rédigées. P., 1875.
- Le pli transversal du singe dans la main de l'homme. — 1877.